# Parc de Kasai Rinkai
Le parc Kasai Rinkai (葛西臨海公園, Kasai Rinkai kōen) est un jardin public situé dans l'arrondissement d'Edogawa, à Tokyo, au Japon. Il est officiellement ouvert au public le 1er juin 1989. Le parc, qui comprend un aquarium et un sanctuaire d'oiseaux, a été construit sur une friche qui comprend deux îles artificielles, une tour d'observation et un hôtel
Le Diamond and Flower Ferris Wheel de 117 m de haut est inaugurée en 2001. Par temps clair, elle offre une vue sur la baie de Tokyo, Chiba, Edogawa, Tokyo Disneyland et le mont Fuji.
Le parc est toujours bondé pendant la période du hanami au printemps, lorsque les Japonais font la fête sous les cerisiers en fleurs.
On y retrouve l'aquarium Tokyo Sea Life Park.
L'île orientale et une partie de l'île occidentale sont fermées au public car elles constituent un site Ramsar depuis le 18 octobre 2018.

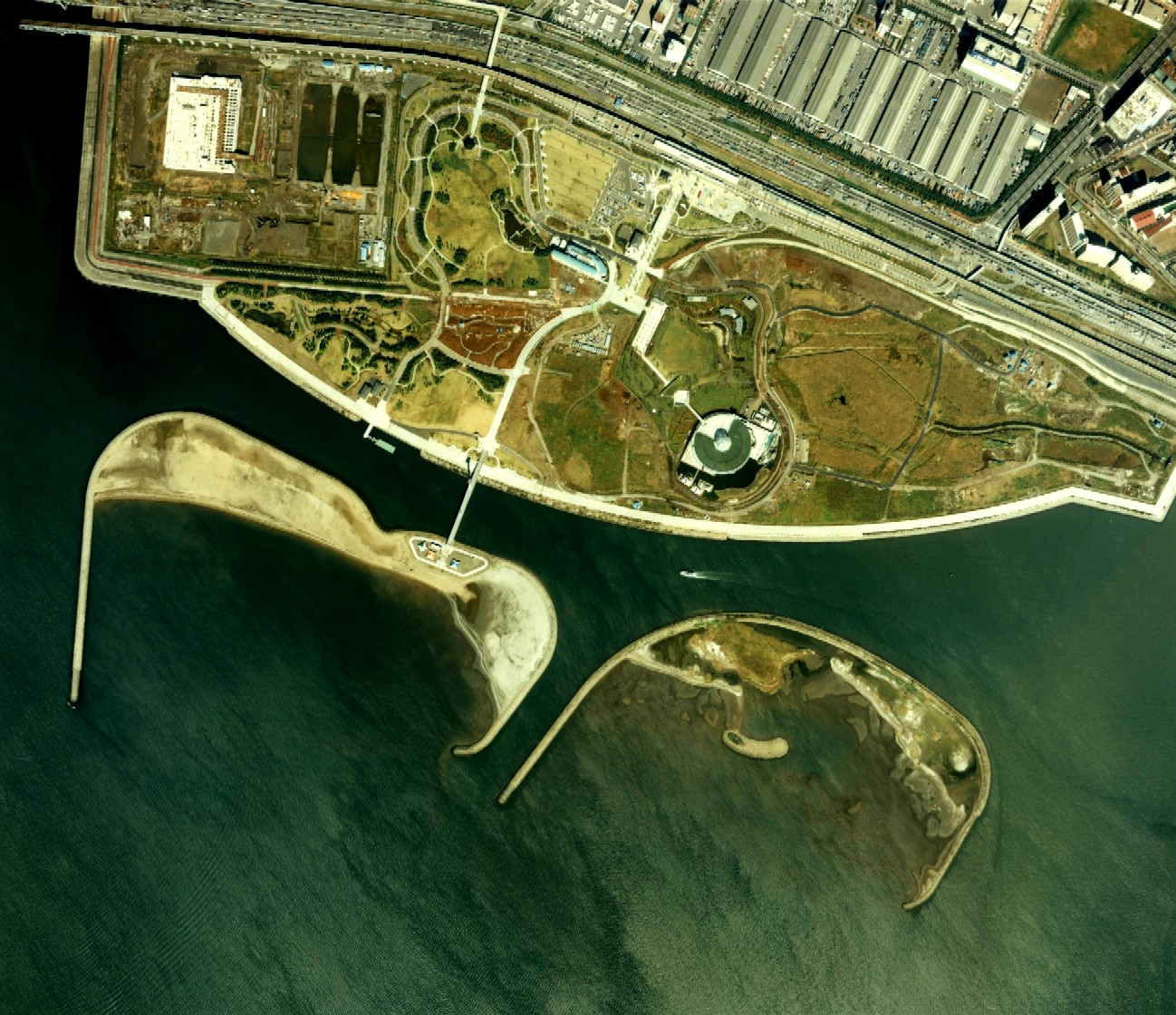
Photo aérienne du parc